# رگنیتسلوساو
رگنیتسلوساو (به آلمانی: Regnitzlosau) یک شهر در آلمان است که در هوف واقع شده‌است. رگنیتسلوساو ۲٬۵۸۰ نفر جمعیت دارد.